# گزازار
گزازار، روستایی از توابع بخش مرکزی شهرستان رودان در استان هرمزگان ایران است.

## جمعیت
این روستا در دهستان راهدار قرار دارد و براساس سرشماری مرکز آمار ایران در سال ۱۳۸۵، جمعیت آن ۲۶ نفر (۵خانوار) بوده‌است.